# 卡迪鲁尔
卡迪鲁尔（Kadirur），是印度喀拉拉邦Kannur县的一个城镇。总人口28989（2001年）。

## 人口
该地2001年总人口28989人，其中男性13436人，女性15553人；0—6岁人口2863人，其中男1475人，女1388人；识字率87.16%，其中男性为87.64%，女性为86.74%。